# Ti-Plasmid
Tumor-induzierende Plasmide (englisch Tumor inducing plasmid) sind Plasmide, die häufig, aber nicht immer, zur genetischen Ausstattung der Bakterienarten Agrobacterium tumefaciens und Agrobacterium rhizogenes gehören.

Die Gene des Ti-Plasmides ermöglichen es Agrobakterien, DNA in Pflanzenzellen zu übertragen und diese genetisch zu verändern. Sie lösen tumorartige Wucherungen und damit Pflanzenkrankheiten aus.

## Gene der Ti-Plasmide
Das Ti-Plasmid ist etwa 200 kb groß. Folgende Gruppen wichtiger Gene befinden sich auf dem Plasmid:
- Transfer- oder tra-Gene
- Virulenz- oder vir-Gene (beide notwendig für den DNA-Transfer in die Pflanzenzelle)
- Gene für den Opinkatabolismus (notwendig für den Abbau von Opinen durch das Bakterium)

sowie die in die Pflanzenzelle übertragbare Transfer- oder t-DNA mit
- Tumorgenese- oder onc-Genen (notwendig für die Tumorinduktion in der Pflanzenzelle, zum Beispiel tms1, tms2 und tmr) sowie
- Opinsynthese- oder ops-Genen (notwendig für die Synthese der Opine durch die Pflanzenzelle, zum Beispiel nos für die Nopalin-Synthese, ocs für die Octopin-Synthese usw.).

Die t-DNA wird von imperfekten Tandemwiederholungen von 25 Basen flankiert: "left border" (LB) und "right border" (RB) signalisieren den Vir-Proteinen Beginn und Ende der t-DNA. Diese cis-Elemente sind essentiell für die Übertragung der t-DNA.
Das Plasmid verfügt außerdem über einen Replikationsursprung (ori oder origin of replication) und weitere Regionen. Die Gene für die Erkennung der Pflanzenzellen und die Anheftung an diese befinden sich dagegen im bakteriellen Genom.

## Mechanismus der Genaktivierung und -übertragung
Acetosyringon und andere phenolische Verbindungen, die aus verwundeten Pflanzenteilen austreten, aktivieren das Produkt des virA-Genes, eine in der äußeren bakteriellen Zellmembran befindliche Sensorkinase. Diese phosphoryliert und aktiviert das VirG-Protein. VirG ist ein Responseregulator, und zwar ein Aktivator der anderen vir-Gene, deren Transkriptionsrate hiermit um ein Vielfaches ansteigt. Zu den nun transkribierten Genen gehören virD, virE und virB.
VirD ist eine Endonuklease. Das Protein verursacht am rechten repeat, der die t-DNA flankiert, einen Einzelstrangbruch. Hier beginnt die Synthese eines komplementären Stranges; der Einzelstrang wird dabei verdrängt. Dieser Mechanismus ähnelt der rolling circle-Replikation von Plasmiden, nur dass hier ein gerader Einzelstrang mit vorgegebenem Ende entsteht. VirE bindet und stabilisiert die einzelsträngige t-DNA und schützt diese vor dem Abbau. VirB befindet sich in der bakteriellen Zellmembran und gestattet durch direkten Kontakt mit der Pflanzenzelle die Übertragung der t-DNA. Darüber hinaus sind die Adhäsionsproteine chvA, chvB und pscA am t-DNA-Transfer beteiligt. Der Mechanismus der DNA-Übertragung ähnelt dem der bakteriellen Konjugation. Das VirD-Protein bleibt an der t-DNA gebunden und gelangt mit dieser in die Pflanzenzelle. Die übertragene t-DNA ist etwa 20 kb groß.

## Integration der t-DNA
Das VirE-Protein verfügt über eine Kernlokalisatiossequenz und wird nach dem Einschleusen in die Pflanzenzelle zusammen mit der ummantelten t-DNA entlang des Cytoskeletts in den pflanzlichen Zellkern transportiert. Die Integration in das pflanzliche Genom erfolgt eher unspezifisch, wird jedoch durch bestimmte Tandemwiederholungen begünstigt.

## Wirkung der t-DNA
Die onc-Gene enthalten unter anderem die Gene für die Tryptophanmonooxygenase (Gen iaaM, wobei iaa für indol-3-acetic acid steht, das biologisch aktive Pflanzenhormon Auxin), Indolacetamidhydrolase (iaaH) und die Isopentenyltransferase (itpZ). Diese Enzyme stören den Hormonhaushalt der Pflanze, indem eine zusätzliche Synthese der Phytohormone Auxin und Cytokinin induziert wird. Die Zellen beginnen sich zu teilen; die als „Gallen“ bezeichneten Wucherungen entstehen. Die durch Ti-Plasmide induzierten Tumore bestehen meist aus wenig oder nicht differenzierter Kallusmasse. Die durch das Ri-Plasmid von Rhizobium rhizogenes (früher: Agrobacterium rhizogenes) ausgelösten Wucherungen der Wurzeln stellen dagegen zumindest teilweise differenziertes Wurzelgewebe dar.
Die ops-Gene veranlassen die pflanzliche Zelle, stickstoffreiche Opine zu produzieren. Da die Gene für den Katabolismus (Abbau) der Opine nicht mit übertragen werden, steht den Bakterien so eine exklusive Energie- und Stickstoffquelle zur Verfügung. Interessant ist, dass die aus dem Bakterium stammenden Gene der t-DNA eine typisch eukaryotische Struktur aufweisen und in der Pflanzenzelle aktiv sind.

## Gentechnische Anwendung
Die gentechnische Veränderung von Pflanzen ist vergleichsweise schwierig. Aus diesem Grunde wurde das natürliche System des Gentransfers in Pflanzenzellen intensiv erforscht und angewendet. Bei der Transformation von Pflanzen werden Ti-Plasmide verwendet, in denen die Gene für die Tumorbildung durch die gewünschten Gene ersetzt wurden. Die Zugabe von Nematoden bewirkt die Verletzung der Pflanzen auf zellulärer Ebene und ebnet den Weg für die Infektion durch Agrobakterien.
Das System der Pflanzen-Transformation mit Hilfe von Agrobakterien wird erfolgreich zur Erforschung der pflanzlichen Genetik angewendet. Daneben wird es zur Herstellung kommerzieller gentechnisch veränderter Pflanzen genutzt. Beispiele sind
- Bt-Mais („Gen-Mais“)
- Flavr-Savr-Tomate („Anti-Matsch-Tomate“)
- herbizidresistentes Getreide

und andere.

### Binäre Vektoren
Um die Menge an fremden Genen, die auf die Pflanze übertragen werden, möglichst gering zu halten, nutzt man das System binärer Vektoren. 
Binäre Vektoren sind das am meisten genutzte System bei der A. tumefaciens vermittelten Übertragung von Genen auf Pflanzen. Bei diesem System liegen im Bakterium zwei Plasmide vor. Ein entwaffnetes Ti-Plasmid, das die vir-Region trägt, dessen T-DNA-Region jedoch entfernt wurde; genannt ‚Helfer Ti-Plasmid‘. Außerdem ein Plasmid, das in einer T-DNA-Region das gene of interest trägt, welches übertragen werden soll.
Bei der Infektion von Pflanzen mit A. tumefaciens, welches die beiden Plasmide trägt, löst das Helfer Ti-Plasmid die Assoziation des Bakteriums mit der Pflanzenzelle aus. Anschließend wird die T-DNA des zweiten Plasmids vom Bakterium in das Pflanzengenom übertragen.